# Cmentarz żydowski w Nurze
Cmentarz żydowski w Nurze – został założony w XIX wieku. Do naszych czasów zachował się jedynie fragment muru i pojedyncze obmurowania grobów.